# 蔣瓛
蔣瓛，明朝政治人物，锦衣卫指挥使。

## 生平
洪武年間，毛驤因胡惟庸案牽連入獄。蔣瓛在這之後掌管锦衣卫，参与审判监狱犯人的事务。洪武二十六年二月，指控藍玉謀反，牵连到十三侯、二伯，連坐族誅達一萬五千人，把明初打天下的將軍幾乎一網打盡，又頒布《逆臣錄》，詔示一公、十三侯、二伯。